# Sophia Laukli
Sophia Laukli, född 8 juni 2000 i Yarmouth i Maine, är en norsk-amerikansk längdskidåkare, som representerar amerikanska skidlandslaget. Hon har en norsk far och en amerikansk mor.

## Karriär
Sophia Laukli gjorde sin debut i världscupen i längdskidåkning den 22 januari 2021 i finska Lahtis där hon slutade på en 33:e plats. Hon representerade USA i vinter-OS 2022 i Beijing.
I Tour de Ski 2022/2023 kom hon på en tredje plats i den avslutande klättringen uppför Alpe Cermis, vilket var hennes första pallplats i världscupen. I samma tävling säsongen 2023/2024 kom hon först i mål uppför Alpe Cermis.